# Mario Astorri
Mario Astorri (7. august 1920 – 3. december 1989) var en italiensk fodboldspiller, der også var træner for flere danske klubber.
Som spiller spillede han bl.a. for S.S.C. Venezia, Juventus F.C., Atalanta B.C. og S.S.C. Napoli. I Danmark var han træner for AB, Hvidovre IF, Køge BK, Holbæk B&I, KB og HIK.

## Karriere som spiller
Efter at have spillet for en række klubber i Serie B og Serie C, skrev Mario Astorri i 1946 kontrakt med Juventus og var den efterfølgende sæson klubbens topscorer med 13 mål, da holdet blev nummer to i den italienske Serie A.
I 1947 skiftede Mario Astorri til Atalanta, hvor han i sæsonen 1947-48 blev klubbens topscorer med 9 mål. Og i 1949-1953 spillede Mario Astorri for SSC Napoli. Klubben vandt Serie B i 1950 og opnåede i 1953 en fjerdeplads i Serie A med Mario Astorri på holdet. Han blev desuden Napolis topscorer i sæsonen 1951-52.

## Karriere som træner
Mario Astorri flyttede til Danmark i 1962. I 1965 var han som træner for Køge BK med til at rykke op i 1. division, og i 1967 vandt han som træner for AB det danske mesterskab.
I 1971 indledte Mario Astorri en periode på ni sæsoner i 1. division som træner for KB. Det blev til guld i 1974, og i sæsonen 1979 lignede KB en vinder af 1. division efter at have vundet ti af de første 11 kampe, men kun to sejre i de sidste 13 kampe betød, at KB måtte nøjes med sølv.
Herefter blev Mario Astorri træner for HIK, og allerede i den første sæson lykkedes det for Astorri at føre klubben op i 2. division.

## Resultater i fodbold

### Titler som Spiller
- Serie A
  - Vice-mester (1): 1947.
- Serie B
  - Vinder (1): 1950.

### Titler som træner
- Danmarksmesterskabet
  - Vinder (2): 1967 og 1974.
  - Sølv (1): 1979
  - Bronze (1): 1973 og 1976